# Myrmecophilus acervorum
Myrmecophilus acervorum är en insektsart som först beskrevs av Georg Wolfgang Franz Panzer 1799.  Myrmecophilus acervorum ingår i släktet Myrmecophilus och familjen Myrmecophilidae. Inga underarter finns listade i Catalogue of Life.

## Bildgalleri

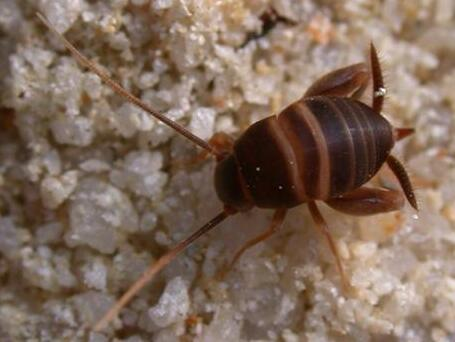